# Jimmy Berríos Ojeda
Jimmy Alexander Berrios Ojeda, (Caracas, Venezuela, 1 de diciembre de 1979) es un político y gerente, que ha desempeñado diferentes cargos dentro del gobierno venezolano especialmente en el área financiera y administrativa.

## Reseña biográfica
Es licenciado en Letras, egresado de la Universidad Central de Venezuela (UCV) en el año 2007, Magister Scienciarum en Historia de America Contemporánea graduado en 2016, estudia actualmente maestría en Moneda e Instituciones Financieras en la misma casa de estudios.
En 2019 fue designado por la vicepresidencia de la República Bolivariana de Venezuela como presidente del Conglomerado Productivo (área textil).
En marzo de 2021 asumió la vicepresidencia de Bolivariana de Puertos, S.A. (BOLIPUERTOS) y en octubre del mismo año fue nombrado presidente del Fondo de Protección Social de los Depósitos Bancarios (FOGADE).
Fue nombrado presidente del Banco del Tesoro el 3 de agosto de 2022, mediante la Gaceta Oficial Ordinaria No. 42.432 y Superintendente de Bienes Públicos (SUDEBIP) en 2023.
El 6 de enero de 2025 fue nombrado por el presidente de la República como viceministro de Economía Digital, Banca, Seguros y Valores del Ministerio del Poder Popular de Economía, Finanzas y Comercio Exterior en la Gaceta Oficial Extraordinaria No. 6.875 y bajo el decreto presidencial número 5.076, asumiendo de manera inmediata esta responsabilidad.